# Parafia Świętych Apostołów Piotra i Pawła w Mąkoszycach
Parafia Świętych Apostołów Piotra i Pawła w Mąkoszycach – rzymskokatolicka parafia, należy do dekanatu Brzeg północ w archidiecezji wrocławskiej.

## Historia parafii
Parafia została założona w XIII wieku. Obsługiwana jest przez księży archidiecezjalnych. W latach 1997–2020 jej gospodarzem był ksiądz kanonik honorowy kapituły katedralnej ks. Antoni Akińcza, który zmarł nagle i został pochowany na miejscowym cmentarzu. Jej proboszczem  jest ksiądz Mariusz Woskowicz.

## Liczba wiernych i zasięg parafii
Parafia liczy 1936 wiernych zamieszkałych w miejscowościach: Mąkoszyce, Borucice, Książkowice, Marianowice, Nowy Świat, Raciszów, Rogalice, Smolarka i Tarnowiec.

### Szkoły i przedszkola
- Publiczna Szkoła Podstawowa w Mąkoszycach (klasy I-VIII).

## Inne kościoły i kaplice
- Kościół Matki Bożej Częstochowskiej w Borucicach - kościół filialny,
- Kaplica cmentarna w Borucicach,
- Kaplica cmentarna w Tarnowcu.

### Cmentarze
- Cmentarz parafialny w Mąkoszycach,
- Cmentarz parafialny w Borucicach,
- Cmentarz parafialny w Tarnowcu.

## Wspólnoty parafialne
- Żywy Różaniec,
- Schola,
- Zespół Muzyczny,
- Koło Misyjne,
- Eucharystyczny Ruch Młodych,
- Lektorzy,
- Ministranci.[4]

## Parafialne księgi metrykalne
| Księgi metrykalne | Okres ewidencji |
| ----------------- | --------------- |
| chrztów           | 1946 - nadal    |
| ślubów            | 1946 - nadal    |
| zgonów            | 1946 - nadal    |